# Daniel Silvan Evans
Daniel Silvan Evans (ur. 11 stycznia 1818, Llanarth, 12 kwietnia 1903) – walijski duchowny anglikański, uczony (leksykograf), nauczyciel i poeta. 

## Życiorys
Urodził się jako syn Silvanusa and Sary (Sarah) Evans. Uczył się w Thomas Phillips’ school w Neuadd-lwyd (1838-40) i w Brecon Independent College. Po tym, jak poślubił Margaret Walters, wstąpił do Kościoła Anglikańskiego. W 1849 roku został ordynowany na pastora. Był autorem wielkiego słownika walijskiego, pomnikowego opracowania słownictwa używanego przez Walijczyków.